# 希腊独立战争
希腊独立战争（羅馬化：Elliniki Epanastasi，羅馬化：Yunan İsyanı），或可之称为希腊革命、希腊起义，是由希腊革命者于1821年至1832年间发起的成功反抗奥斯曼帝国的独立战争。希腊人后来得到俄罗斯帝国、英国、法国和其他几个欧洲国家的援助，而奥斯曼人则向到他们的附庸——埃及省、阿尔及利亚省、的黎波里塔尼亚省及突尼斯贝伊国求援。
早在奥斯曼帝国于1453年攻陷君士坦丁堡之前几十年，希腊大部就已处于奥斯曼统治之下。在这一时期里，希腊人组织过几次反抗以求独立。1814年，一个名为友谊社的秘密组织成立，目标是解放希腊。友谊社计划在伯罗奔尼撒、多瑙河公国和君士坦丁堡及其周边地区发动起义。最初的反抗于1821年3月6日在多瑙河公国发起，但很快便被奥斯曼人镇压。北方的失败促使希腊人在伯罗奔尼撒采取行动，1821年3月17日，马尼阿泰斯人向奥斯曼帝国宣战。该宣言是其他受奥斯曼土耳其帝国统治的民族发动的一系列革命的滥觞。
3月底，伯罗奔尼撒人开始公开反抗土耳其人，到1821年10月，希腊人在塞奥佐罗·科罗克特罗斯的领导下攻陷了特里波利斯。在伯罗奔尼撒半岛的起兵之后，克里特、马其顿和中希腊的反抗很快便被镇压。同时，临时组成的希腊海军在爱琴海取得了对奥斯曼海军的胜利，阻止了奥斯曼从海上增援的计划。
希腊起义者中不同派系之间的局势很快变得紧张起来，接连导致两次内战。与此同时，奥斯曼苏丹与埃及的穆罕默德·阿里谈判，他同意派遣其子易卜拉欣帕夏率兵到希腊镇压起义，以换取领土利益。易卜拉欣在1825年2月登陆伯罗奔尼撒，并立即取得成功：到1825年年底，伯罗奔尼撒大部已处于埃及控制下，经过土耳其人一年的包围，迈索隆吉翁也于1826年4月投降。虽然易卜拉欣在马尼被击败，但他却成功地镇压了伯罗奔尼撒的大多数反抗，且重新占领了雅典。
经过多年的谈判，三大列强俄国、英国和法国决定干预冲突，并各派一支海军舰队驰援希腊。接到奥斯曼将进攻希腊的伊兹拉岛的情报后，联军舰队在纳瓦林对奥斯曼－埃及舰队进行拦截。战斗于长达一周的紧张对峙后开始，并以土－埃舰队的溃败告终。到1828年，埃及军队在法国摩里亚远征的压力下退出战争，伯罗奔尼撒的奥斯曼驻军也随后投降，希腊人则前往奥斯曼控制的中希腊地区。作为多年谈判的结果，希腊终于1832年5月根据《君士坦丁堡条约》被确认为独立国家。
现代希腊国家将发动起义的3月25日作为国庆日。

## 背景

### 奥斯曼的统治
君士坦丁堡于1453年5月29日陷落，随后拜占庭帝国继承者的倒台标志着拜占庭主权的终结。之后，奥斯曼帝国统治巴尔干和安纳托利亚大部。在奥斯曼统治下，东正教基督徒虽被赋予一部分政治权利，但仍被视为二等公民。大多数希腊人被土耳其人称作“拉亚”，这一称呼涵盖了奥斯曼统治阶级下的大量非穆斯林居民。[ii]
同时，在奥斯曼帝国入侵之前及期间部分移民至西方的希腊知识分子和人文主义者，如季米特里奥斯·哈尔科孔季莱斯和列奥纳多·菲拉雷斯，开始呼吁解放他们的家园。季米特里奥斯·哈尔科孔季莱斯呼吁威尼斯和“所有的拉丁人”帮助希腊人反抗“可恶、怪异和不虔诚的野蛮土耳其人”。然而，希腊仍将受奥斯曼统治达几个世纪之久。
希腊革命不是一起孤立事件，在奥斯曼统治时期的整个历史上发生了许多争取独立的运动，却皆以失败告终。正如哲人迪奥尼修斯领导的反抗所证明的，整个17世纪，在摩里亚和其他区域对奥斯曼人的抵抗都很强烈。摩里亚战争之后，伯罗奔尼撒受威尼斯统治达30年之久。从那时起，直到整个17世纪，伴随着「克莱夫泰」帮派的激增，该地区仍持续动荡。
第一次大规模起义是17世纪70年代由俄国援助的奥洛夫起义，在取得有限成功后便被奥斯曼帝国粉碎。在镇压起义后，穆斯林阿尔巴尼亚人蹂躏了希腊本土的许多地区。然而，马尼阿泰斯人继续抵抗奥斯曼人的统治，并数次挫败了帝国对其区域发起的入侵，其中尤以1770年的入侵最为著名。在第六次俄土战争期间，的里雅斯特的希腊社区资助兰普罗斯·卡特索尼斯组建了一支小型舰队，这给奥斯曼海军造成了麻烦；战争期间“克莱夫泰”和“阿马托利”（山地游击队员）也再度起兵。
与此同时，部分希腊人作为奥斯曼官僚阶级的成员在帝国内享有特权。由于东正教的高级牧首多为希腊裔，希腊人还通过君士坦丁堡的普世牧首掌控东正教事务。因此，在奥斯曼米利特制度下，占主导地位的希腊牧首集团享有帝国所有东正教臣属的控制权（罗姆米利特）。
正教会在维护希腊民族认同、发展希腊社会及复兴希腊民族主义方面发挥了关键作用。自18世纪起，在君士坦丁堡内，被称为“法那尔人”（该名称来源于城中的芬内尔区）的希腊名门世家成员，获得了对奥斯曼外交政策相当程度的掌控，并最终控制了整个官僚机构。

#### “克莱夫泰”和“阿马托利”

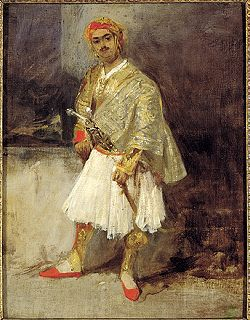
希腊“阿马托利”肖像画理查·帕克斯·波宁顿绘(油画，1825年–1826年，贝纳基博物馆)。

在中央政府军事力量羸弱的时期，法外之徒（hajduk）「克莱夫泰」日益侵擾巴尔干乡村。这些蔑视奥斯曼统治的匪帮既有穆斯林，也有基督徒。克莱夫泰受到高度崇拜，在广大民众中声名远播。
为应对克莱夫泰的侵袭，奥斯曼当局招募这些团体中最富有才干的，被称为「阿马托利」的签约基督教民兵，以保障危险区域——特别是关隘地带——的安全。[iv]这些民兵团体控制的地区被称为“阿马托利”，阿马托利最早于穆拉德二世统治期间在阿格拉法建立（1421年－1451年）。克莱夫泰和阿马托利之间的界限是模糊的，因为后者常常变成克莱夫泰以期在同当局的交涉中获得更多利益，反过来，克莱夫泰团体也可能被派往阿马托利地区以对抗他们的前辈。
克莱夫泰和阿马托利逐渐发展为省一级的精英，但尚未形成一个所有成员都同舟共济的社会阶层。随着阿马托利的地位逐渐趋向世袭化，一些首领开始将阿马托利克领地视作其个人财产。这些匪帮头目大权在握，并介入到构成奥斯曼土耳其政府的代理人关系网中。部分头领寻求对其领地的垄断地位，朴特因此期望能剿灭他们，却鲜有成效。
到独立战争时期，在鲁米利亚、色萨利、伊庇鲁斯和南马其顿地区已不乏兵多将广的阿马托利。革命领袖及作家亚恩尼斯·马克里伊安尼斯，将克莱夫泰和阿马托利誉为“自由的酵母”。因为这些希腊人仅有的主要军事力量，在希腊革命中发挥了举足轻重的作用。

### 启蒙运动和希腊民族运动

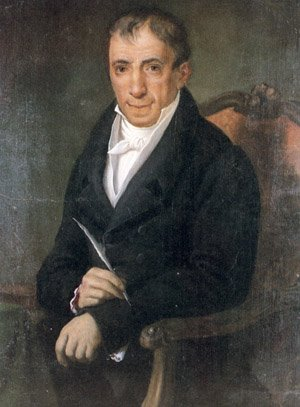
阿扎曼蒂奥斯·科莱斯

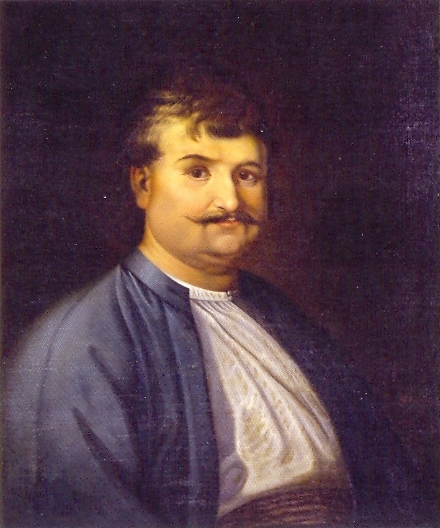
里加斯·費雷奧斯(d. 1798年)，知识分子和革命家，被视为希腊革命的先驱。

18世纪时，奥斯曼帝国内外经济发展，两个商人团体由此兴盛起来：部分成为富有海商的，来自伊兹拉岛和安德罗斯岛等爱琴海岛屿的希腊水手，以及鲁米利亚的斯拉夫赶骡人。在帕萨罗维茨条约后，希腊裔和大多数的瓦拉几裔既有赶骡人和小商贩，也有的独立商人和银行家。随着商业在巴尔干地区的扩张，到本世纪末，希腊语成为该地区的通用语，大陆商人通过“希腊化”的方式进行同化。
他们将创造的财富捐献给学校和图书馆，并资助希腊青年在西欧大学深造。在那里，学生们接触到了欧洲启蒙思想、法国大革命和浪漫民族主义的激进思想。受教育且有影响力的散居于大希腊的成员，如阿扎曼蒂奥斯·科莱斯和安西莫斯·加齐斯，试图向希腊人传播这些思想。一方面是为了提高民众的教育水平，另一方面可以加强他们的国家认同。在这场现代希腊启蒙运动中，启蒙思想通过希腊语在书籍、小册子和其他著作中传播。
18至19世纪革命民族主义在欧洲（包括在巴尔干地区）的发展，很大程度上归功于法国大革命的影响，伴随着奥斯曼土耳其的衰落，希腊民族主义开始兴盛起来。
最具影响力的希腊作家和知识分子是里加斯·費雷奧斯。深受法国大革命影响的里加斯计划发起一场全面的民族运动，旨在解放所有巴尔干国家——包括该地区的土耳其人——并创建“巴尔干共和国”。里加兹于1797年在的里雅斯特被奥地利官员逮捕，他被移交给奥斯曼官员，并与他的同谋一起被押送至贝尔格莱德。1798年6月被绞死，尸体被遗弃于多瑙河。
里加斯的死最终煽动了希腊民族主义的火焰；他的民族主义诗歌——“苏里奥斯”（战歌）——被翻译成部分西欧及巴尔干语言，并成为号召希腊人反抗奥斯曼统治的战斗口号。
另一位平颇具影响力的知识分子是阿扎曼蒂奥斯·科莱斯，这位见证了法国大革命的希腊作家主要通过启发民智来推广启蒙运动，他借鉴了托马斯·霍布斯，约翰·洛克和让-雅克·卢梭的思想。科莱斯年轻时前往巴黎深造，最终毕业于蒙彼利埃医学院，并在巴黎度过了余生。他经常与托马斯·杰斐逊进行政治和哲学辩论。在巴黎，他见证了法国大革命，为其民主所感染。科莱斯花费了大量时间说服富有的希腊人建立学校和图书馆，以推进希腊人的教育。他认为，为了希腊人民以及该民族的一般福祉和繁荣，进一步发展教育是必要的。科莱斯的最终目标是建立一个像伯里克利的黄金时代那样的民主的希腊，但在革命结束前他已经去世。
希腊启蒙运动不仅得到了西欧和俄国的希腊大商人的支持，而且得到来自西欧的亲希腊人士的支持。这场希腊独立运动不仅是东欧的第一次民族独立运动，而且是非基督教环境，如奥斯曼帝国中的第一次民族独立运动。

### 友谊社

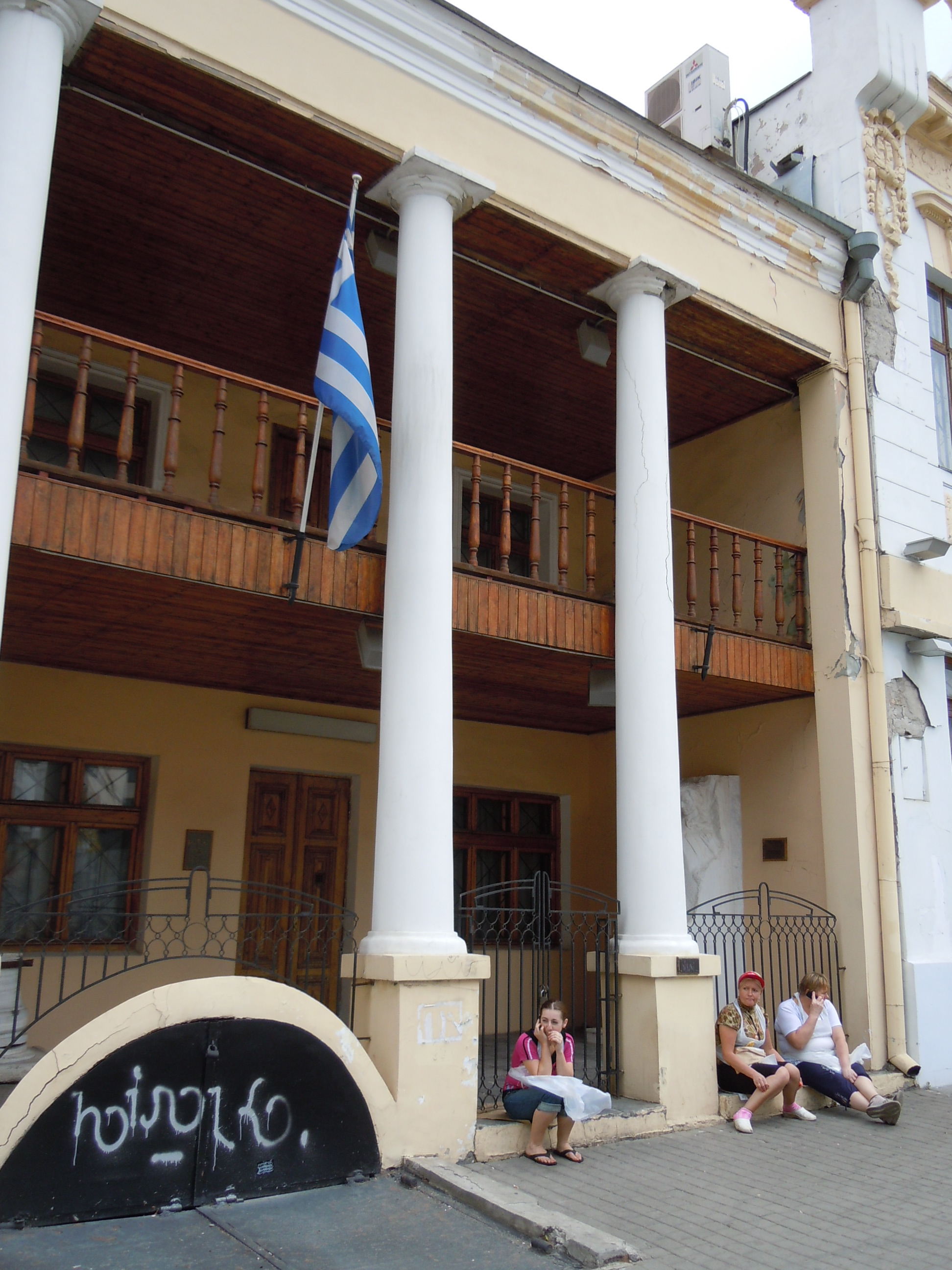
位于敖德萨希腊广场的友谊社总部

费拉伊奥斯的殉难激励了三位年轻的希腊商人：尼古劳斯·斯库法斯、埃曼努伊尔·汉索斯和阿萨纳西奥斯·特斯卡洛夫。他们受到意大利烧炭党的影响，并利用自己作为共济会成员的经验，于1814年在敖德萨这一希腊商人的重要中心秘密成立了友谊社。新生的社团不仅获得了来自流亡英美的富裕希腊社区的支持，还得到了西欧同情者的帮助。有鉴于此，社团筹划发动叛乱。
最初，友谊社的目标是恢复以新羅馬为首都的羅馬帝国，而非建立民族国家。1820年初，伊奥尼亚群岛官员爱奥尼斯·卡波季斯第亚斯成为沙皇亚历山大一世的联合外交部长，友谊社向其示好，希望他能担任社团领袖，却遭到了拒绝。社员们转而求助于亚历山大·伊普斯兰提斯，这位在俄国军队中担任将军及沙皇副官的法那尔人接受了请求。
随后，社团迅速扩张，并很快能够在希腊世界的所有领域招募到来自希腊社会的所有要素的成员。[v]1821年，奥斯曼帝国不仅深陷同宿敌波斯的战争，还面临阿里帕夏在伊庇鲁斯的叛乱，这场动乱迫使摩里亚行政长官胡尔希德帕夏和其他地方的帕夏们离开本省以协助平叛。与此同时，为平息法国大革命余波而建立“欧洲协调”的列强，此时正全力应对1820年革命。在此情形下，希腊人判定反抗的时机已经成熟，遂计划于伯罗奔尼撒、多瑙河公国和君士坦丁堡三地起事。

## 亲希腊主义

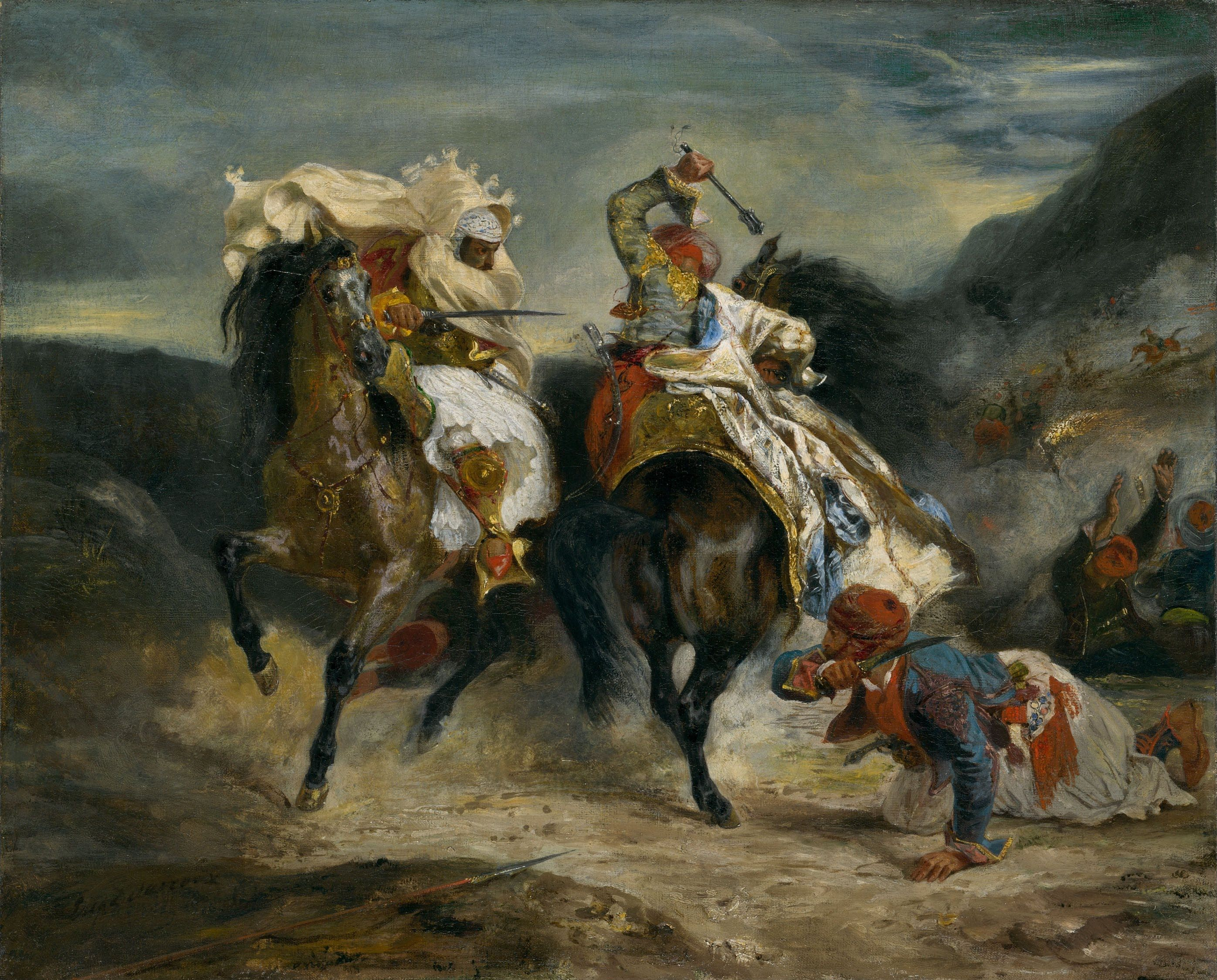
〈异教徒与哈桑的战斗〉，欧仁·德拉克罗瓦绘（1826年，布面油画，芝加哥艺术学院）。灵感来自拜伦勋爵的诗作异教徒。

由于古希腊是西方许多古典遗产的发源地，故而欧洲普遍对希腊的独立运动报以同情。一些富有的美国人和西欧贵族，如著名诗人拜伦勋爵和之后的医生塞缪尔·豪，纷纷拿起武器加入希腊革命者的行列。
许多人还给革命以经济上的援助。伦敦亲希腊委员会于1824年和1825年会先后向叛乱中的希腊资助了两笔浮动贷款，金额分别高达80万英镑和200万英镑。苏格兰亲希腊历史学家托马斯·戈登参与了革命运动，并于后来用英语创作了首部希腊革命历史。据阿尔伯特·波伊姆回忆“亲希腊主义者们自行忽略了许多希腊方面的暴行，否则矛盾的事实将使他们无处发泄自由主义的冲动。”
在欧洲，尽管起初列强对其报以冷淡、负面的态度，希腊的叛乱仍在公众中引起了广泛的同情。一些历史学家认为，欧洲对奥斯曼的暴行进行了广泛的报道，而刻意忽视基督教一方的暴行。1822年，奥斯曼在希俄斯的大屠杀启发了欧仁·德拉克罗瓦创作出着名的〈希阿岛的屠杀〉；德拉克罗瓦其他亲希腊作品的灵感来自拜伦的各类诗作。借这位最为著名的亲希腊主义人士之名，德拉克罗瓦得以在事业上取得声望与财富。
拜伦本人则在阿尔巴尼亚和希腊花费大量精力筹集财物（包括提供几艘船）资助革命，但却于1824年在迈索隆吉翁病逝。拜伦的死使欧洲对希腊革命的同情变得更为强烈。受到拜伦的诗歌和德拉克罗瓦的画作的影响，欧洲公众舆论开始彻底倒向支持希腊革命者，并最终导致西方国家的直接干预。
亲希腊主义对浪漫主义的发展作出了显著的贡献，使年轻一代的艺术家和文学家能够通过将现代希腊历史作为古希腊历史的延伸来扩展古典音乐；再现古希腊精神的想法渗透到了希腊事业支持者的修辞中。该时期的古典主义者和浪漫主义者将驱逐土耳其人设想为复兴黄金时代的前奏。

## 革命爆发

### 多瑙河公国
亚历山大·伊普斯兰提斯于1820年4月当选为友谊社领袖，并承担了筹备起义的任务。伊普斯兰提斯计划巴尔干地区的所有基督徒都发动叛变，并尽可能迫使俄国施加干预。2月22日（儒略历6月3日），他与追随者一同渡过普鲁特河，进入多瑙河公国。为了鼓励当地的罗马尼亚人基督徒加入起义的行列，他宣布行动“得到了某个大国（暗指俄国）的支持”。两天后，在摩尔达维亚首都雅西的圣三一修道院，伊普斯兰提斯发出公告，呼吁所有希腊人和基督徒反抗奥斯曼的统治。米哈伊尔·苏特佐斯，之后的摩尔达维亚亲王和友谊社员，为伊普斯兰提斯提供护卫。与此同时，君士坦丁堡牧首格里戈里奥五世及宗教大会对伊普斯兰提斯和苏特佐斯进行了批评与斥责，并根据正教会的政策明确谴责革命。
伊普斯兰提斯并未直接前往布勒伊拉，而是停留在雅西处决几名亲奥斯曼的摩尔达维亚人士，这一举动令阻止奥斯曼军队进入公国，从而迫使俄国接受既成事实的计划落空。在延迟了数周后，他于4月初抵达布加勒斯特。此时，伊普斯兰提斯决定不再以奥尔特尼亚为根据地，依靠瓦拉几亚轻装步兵继续起义事业并协助希腊方面。当时轻装步兵的首领是图多尔·弗拉迪米雷斯库，他已于3月16日（儒略历3月28日）抵达布加勒斯特郊区。3月28日，两人的关系开始急剧恶化，弗拉迪米雷斯库的首要任务是对新上任的斯卡尔拉特·卡利马基亲王展示自己的权威，并试图维持与俄国和奥斯曼帝国的关系。

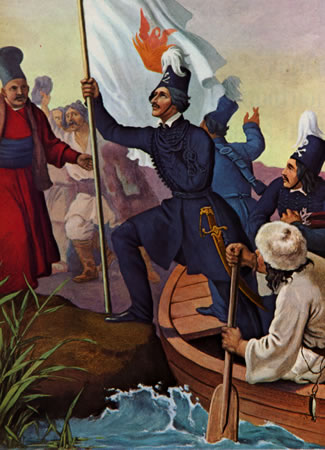
亚历山大·伊普斯兰提斯渡过普鲁特河，彼得·冯·赫斯绘（雅典贝纳基博物馆）。

这时，俄国外交部长卡波季斯第亚斯奉亚历山大一世之命向伊普斯兰提斯致信，指责其滥用沙皇授予的权限；卡波季斯第亚斯宣布伊普斯兰提斯已被军队除名，并命令他解除武装。伊普斯兰提斯企图忽略该信，但弗拉迪米雷斯库将此视为背叛友谊社承诺之举。双方于营地内发生冲突，弗拉迪米雷斯库于5月26日（儒略历6月7日）被友谊社审判并处决。丧失了盟友罗马尼亚，加之奥斯曼对瓦拉几亚领土进行干涉，使希腊流亡者的失败成为定局，并最终导致了德勒格沙尼战役灾难性的失败及6月7日（儒略历6月19日）圣队的覆灭。

战争第一年内的重要事件。

亚历山大·伊普斯兰提斯在其兄弟尼古拉斯及残党的陪同下退回至勒姆尼库沃尔恰；在那里他花费数天时间同奥地利当局交涉，请求越过边界。由于担心遭到追随者的出卖，他谎称奥地利已向奥斯曼宣战。在科济亚修道院内合唱讚美頌，并借口同奥地利总司令安排应对措施后，他越过了边境。然而，由弗朗茨二世领导的神圣同盟执行保守政策，该国拒绝为邻国叛乱分子提供庇护。伊普斯兰提斯被判处七年监禁。在摩尔多瓦，斗争在伊奥尔加基斯·奥利姆皮奥斯和伊奥安尼斯·萨尔马基斯的领导下持续了一段时间，但到年底时，这些省份的叛乱已被奥斯曼人平息。
战争的爆发伴随着整个帝国境内大规模的处决、攻击、对教堂的破坏和对希腊人财产的掠夺。最严重的暴行发生在首都君士坦丁堡。在被称为“1821年君士坦丁堡大屠杀”的惨剧中，尽管正教会牧首格里戈里奥五世公开反对起义，他仍于4月22日被苏丹处决。这一事件在整个欧洲引起了公愤，越来越多的人开始支持希腊叛军。

### 伯罗奔尼撒半岛

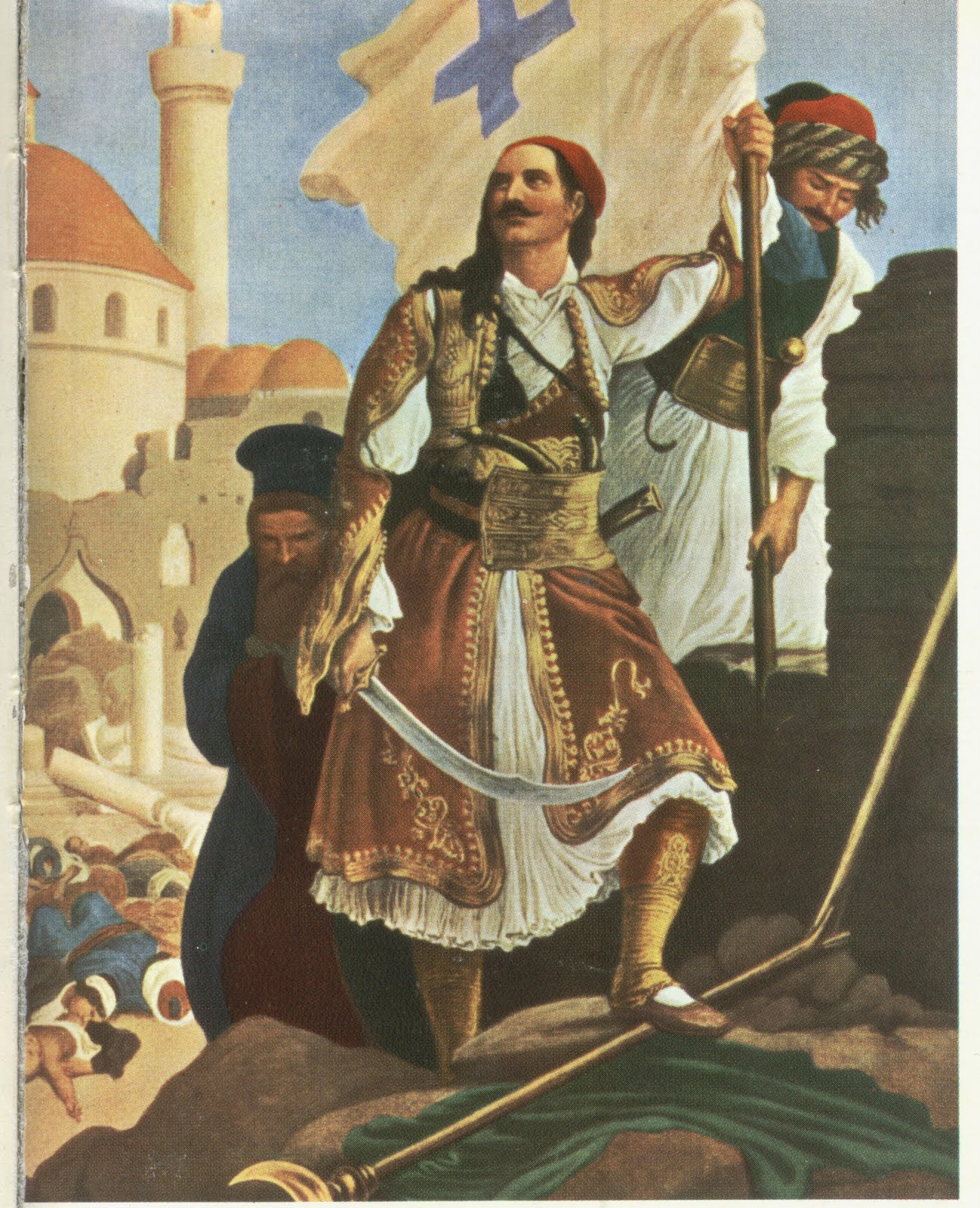
凯法拉斯将自由之旗立于特里波利斯城墙上（特里波利斯攻城战）彼得·冯·赫斯绘。

伯罗奔尼撒以其长期以来抵抗奥斯曼的传统，发展为抵抗运动的中心。1821年初，由于奥斯曼的摩里亚总督（Mora valisi）胡尔希德帕夏及其麾下大股部队不在，情势有利于希腊人反抗奥斯曼帝国的占领。伯罗奔尼撒各地的首领和牧首在1月26日集聚，于沃斯提察（今艾伊奥）举行了重要会议。会上，自称是友谊社代表的亲革命派牧首帕帕弗莱萨斯，与对俄国干预持保留态度并要求其做出保证的大多数民间领袖和高级神职人员，如帕特雷大主教耶尔马诺斯，发生了争执。当伊普斯兰提斯进军多瑙河公国的消息传来后，伯罗奔尼撒的气氛变得愈加紧张，到3月中旬，针对穆斯林的冲突事件开始零星出现，预示着起义的来临。据传言，耶尔马诺斯大主教于1821年3月25日（儒略历4月6日）宣布革命，并于圣拉夫拉修道院的十字架上举起横幅。部分历史学家对这一事件的真实性表示质疑。当时并没有关于耶尔马诺斯宣布独立的记载，且1821年3月25日大主教并不在圣拉夫拉修道院。该记录最早见于法国外交官弗朗索瓦·普克维莱（François Pouqueville）于1824年所著的书中，而普克维莱的著作不乏想象的元素。英国历史学家戴维·布鲁厄（David Brewer）指出，普克维莱是一位仇英派人士，因其在书中借耶尔马诺斯之口大肆斥责英国、同时又称赞法国是希腊在世上真正的朋友的言论，与其说出自希腊人，毋宁说来自法国仇英派。布鲁尔由此得出结论，普克维莱通过发明这一事件来指责英国。

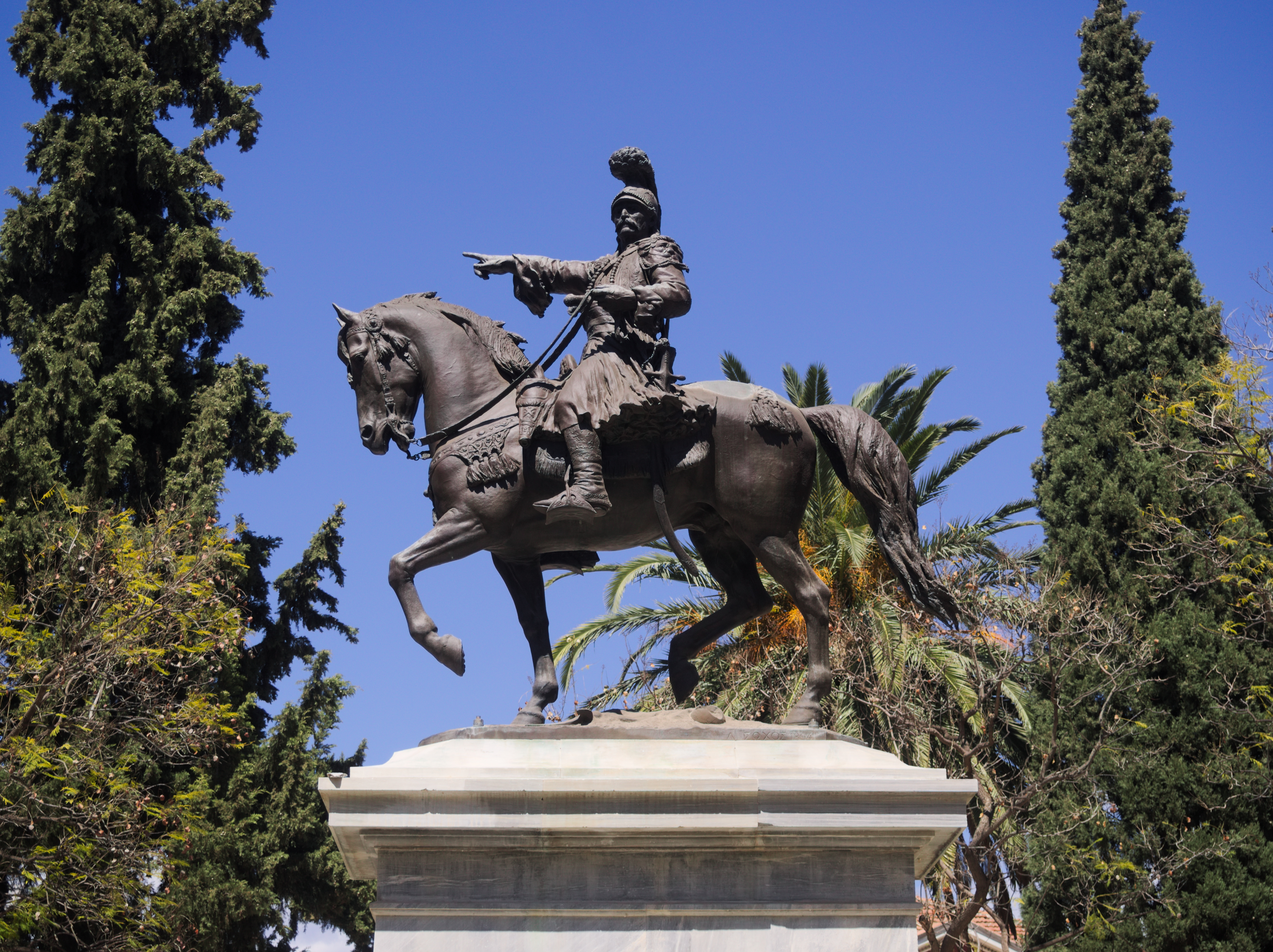
塞奥佐罗斯·科洛科特罗尼斯的雕像，纳夫普利翁

1821年3月17日，阿雷奥波利斯的马尼阿泰斯人向土耳其人宣战。同一天，佩特罗斯·马弗罗米克萨利斯率领2000人的马尼阿泰斯武装力量，向麦西尼亚的卡拉马塔进发；在那里，塞奥佐罗斯·科洛科特罗尼斯、尼基塔拉斯和帕帕弗莱萨斯将部队联合起来。卡拉马塔于3月23日陷于希腊人。在阿哈伊亚，卡拉夫里塔于3月21日被围困；在帕特雷，冲突持续了多日，奥斯曼人对该城进行了零星的攻击，帕纳伊奥蒂斯·卡拉察斯率领的革命者则撤回要塞内。

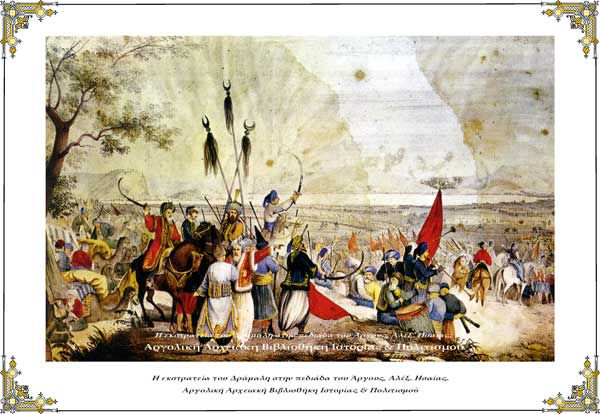
马赫穆德·德拉马利帕夏远征阿尔戈斯，阿莱克桑德罗斯·伊萨亚斯绘

到3月底，希腊人已有效地控制了乡村，而土耳其人则被限制在城堡内，包括帕特雷（4月3日由尤苏夫帕夏率部夺回）、里奥、阿克罗科林索斯、莫奈姆瓦夏、纳夫普利翁和省首府特里波利斯。在这些城镇中，许多穆斯林在起义开始时便举家逃离。希腊人的非正规武装力量由本土首领指挥，这些部队对城镇的围攻因缺乏炮兵而未能有效实行。特里波利斯则因其四面环海，可得到奥斯曼帝国舰队的补给和增员而未被围困。五月，科洛科罗尼斯组织了对特里波利斯的围攻，希军虽两次击败土耳其人，却未能成功地摧毁受围困者。最终，特里波利斯于9月23日（儒略历10月5日）被希腊人攻陷，该城随后被交与暴徒手中两天。经过长时间的谈判，阿克罗科林索斯的土军于1822年1月14日投降。

### 中希腊

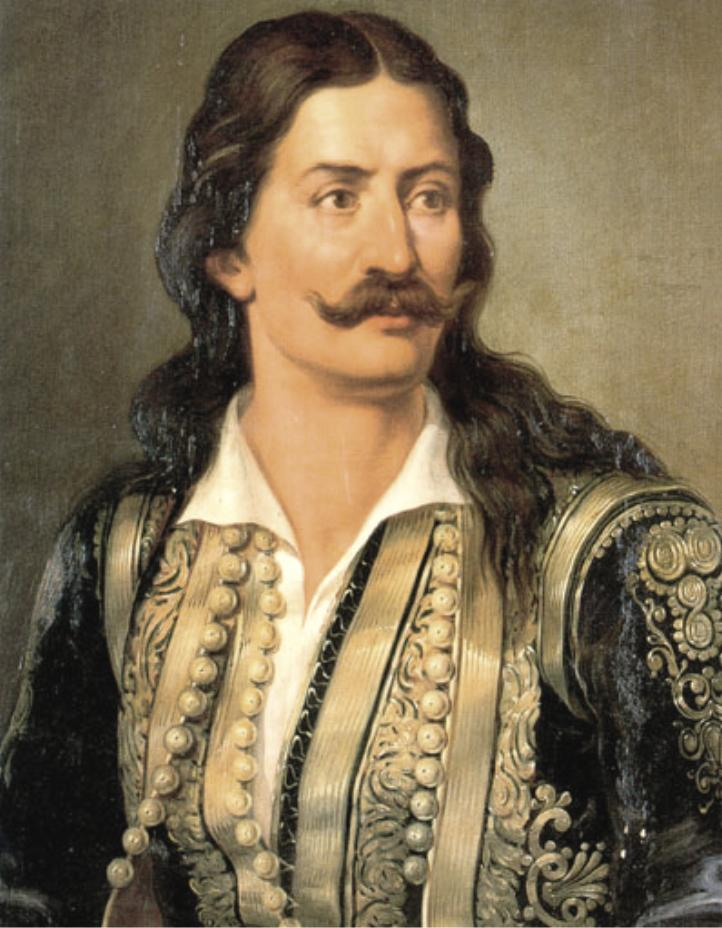
阿萨纳西奥斯·贾科斯画像

在中希腊，最先反抗的地区是福基斯（3月24日）和阿姆菲萨（3月27日）。在维奥蒂亚，莱瓦贾于3月31日被阿萨纳西奥斯·贾科斯攻陷，两天后底比斯也告陷落。1821年时，雅典有约10,000人，其中一半是信奉基督教的希腊人，另一半则是穆斯林，包括土耳其人、阿尔巴尼亚人和希腊裔穆斯林。当革命开始后，绝大多数基督教徒都逃往萨拉米斯。4月中旬，革命部队进入雅典，围攻被逼入卫城的土耳其守军。随着迈索隆吉翁于5月25日起义，革命逐步蔓延至希腊中、西部的其他城市。奥斯曼在鲁米利亚的指挥官是阿尔巴尼亚将军奥梅尔·弗廖尼，他因在阿提卡组织名为“希腊狩猎”的行动——以五十到一百人组成骑手分队，在旷野上追杀希腊农民，并以此为乐——而声名狼藉。
虽然希腊人在初期取得了成功，但很快便在同奥梅尔·弗廖尼军队的交战中节节败退。杰出将领贾科斯被捕后，因拒绝效忠苏丹而被处死，使得希军的境况雪上加霜。在加拉维亚战役中，希腊人在奥季塞阿斯·安兹鲁措斯的领导下试图设法牵制土耳其军队，并令其受到沉重打击。当安兹鲁措斯战败并率部成功撤退之后，奥梅尔·弗廖尼为等待增援而推迟了对伯罗奔尼撒的进军并转而入侵莱瓦贾。6月10日，弗廖尼占领利维迪亚，随即出兵雅典并解除了对卫城的包围。为解救在瓦西里卡战役中被2000希军重创的土军增援部队，弗廖尼于9月份离开阿提卡并撤退到约阿尼纳。到1821年底，革命者已设法暂时控制住中希腊。

### 奥斯曼的反应

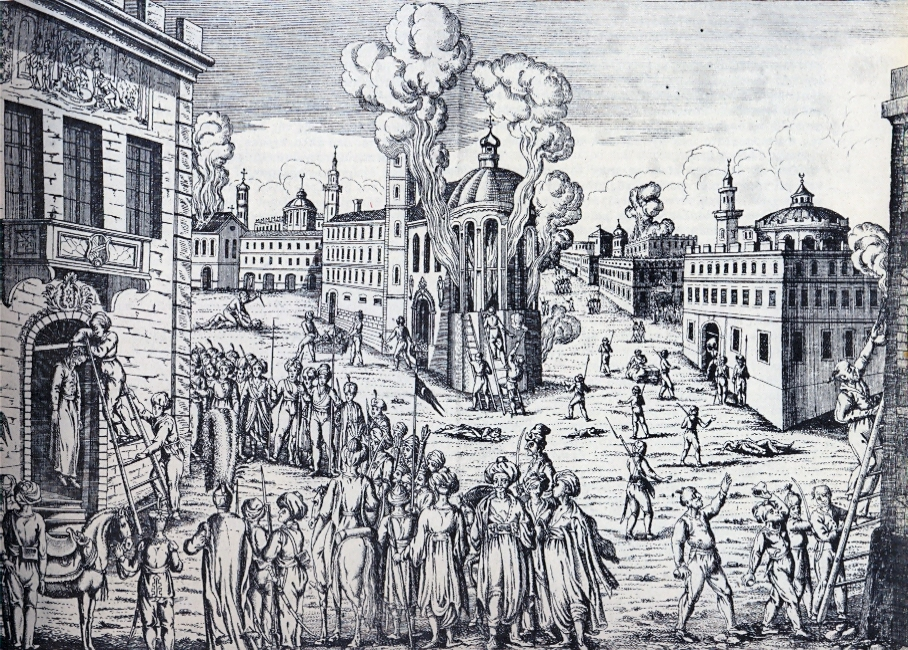
1821年4月对君士坦丁堡内的希腊民的暴行。格里戈利奥五世被奥斯曼当局处决

希腊人反抗的消息激起了奥斯曼帝国的愤怒。在君士坦丁堡，尽管已发表声明谴责革命并在布道中宣扬了对苏丹的顺服，希腊正教会主教格里格里戈里奥五世仍于星期日复活节当天被公开绞死。即使在革命伊始的3月，最高朴特便已随机地处决了首都各行业中杰出的希腊人，如一位担任译员的忠实的法纳尔人、两名退休的译员、一些富有的银行家和商人、三位正教会僧侣和三名被指控干扰城市供水的普通希腊人。在士麦那（今土耳其伊兹密尔），从安纳托利亚内陆开拔前往巴尔干镇压革命的土军于1821年6月对沿途的希腊人发动了一场大屠杀，戈登写道：“3000名匪徒侵袭了希腊居民区，他们掠夺房屋、屠杀人民；士麦那像其他被袭击的地方一样，所有人不论年龄或性别都不受尊重。”当地一名伊玛目则因拒绝提供将穆斯林谋杀基督徒正当化的伊斯蘭教令，而以“不是正直的穆斯林”为由被处死。

### 国际上的反应
革命的消息传到欧洲后，保守派领导人表示失望，声称将维护维也纳会议所确立的的体系。但普通民众对此热情高涨。当普世牧首格里高利五世被处决后，俄皇亚历山大一世的外交部长卡波季斯第亚斯向最高朴特发出最后通牒，要求奥斯曼当局停止处决正教神职人员，最高朴特拒绝后随即与其断绝外交关系。1821年夏，来自欧洲各地的年轻人开始聚集在法国的马赛港，预备前往希腊参加革命。从1821年夏到1822年年底，法国人开始检查离开马赛支援希腊的船只，总计有360名志愿者前往希腊规模最大的分遣队来自德意志、意大利各邦国及法国各省。在纳夫普利翁，阵亡的亲希腊主义者纪念碑上共有274个名字，其中100个来自德国，四十个来自法国和意大利，其余的来自英国、西班牙、匈牙利、瑞典、葡萄牙和丹麦。

## 列強干涉及希臘獨立

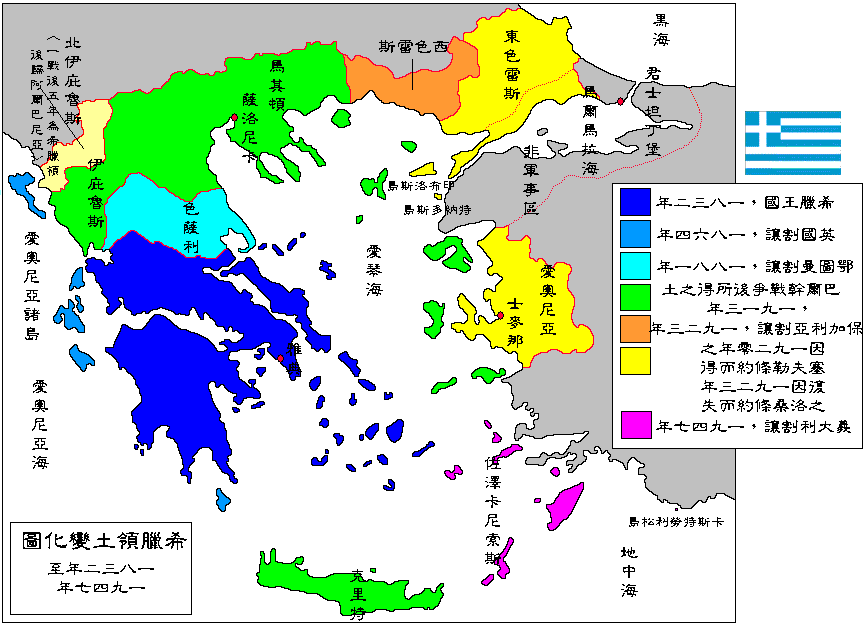
1832年的希臘王國疆域以深藍色標示

1827年，英國、法國及俄國簽訂《倫敦條約》，呼籲鄂圖曼土耳其在保留宗主權下容許希臘人自治，三國又共同派遣艦隊到希臘，意圖促成希土停戰。三國的聯合艦隊在1827年10月20日的纳瓦里诺海战中摧毀了鄂圖曼和埃及的聯合艦隊。
1828年，俄罗斯与土耳其爆发第八次俄土战争，同年法国出兵伯罗奔尼撒。希臘人趁機反攻。1829年9月，俄土双方签订《亞德里亞堡和約》。1832年，俄土兩國簽訂了君士坦丁堡條約（Treaty of Constantinople），土耳其承认希腊独立。英法俄三大国决定推举巴伐利亚王子奥托一世做希腊王国国王。
英国诗人拜伦同情和支持希腊独立运动，1823年他号召一支义勇军，前往希腊支援作战，不幸于1824年因疟疾死于希腊。

## 結果
新成立的希臘第一共和國（及後來的希臘王國）只有80萬人口，相對仍居鄂圖曼帝國內的250萬希臘人來說只佔不到三分之一，表示大多數的希臘人仍受土耳其蘇丹統治。於是在此後一個世紀多裡，希臘政府制定了領土收復主義的目標──「偉大理想」，渴望將所有希臘人團結在一個國家中，除了解放鄂圖曼帝國內那些還未「回歸祖國」的同胞，還要定都君士坦丁堡、恢復中古羅馬帝國的疆域及榮光（中世紀「希臘人」一詞為貶詞，故當時希臘人和希臘語民族實為自稱「羅馬人」的羅馬公民）。
希臘本土獨立後，留在鄂圖曼帝國內的上層希臘人（法那爾人）失去了帝國原有的信任，並被穆斯林視為叛國者；不但再也無法擔任多瑙河地區的總督，也失去了過往的高級職位與特權地位。此後，原來由法那爾人銀行家壟斷的金融市鎮，如君士坦丁堡和帝國的其他省分，大多被亞美尼亞人取代其銀行業務，此外猶太商人也變得活躍且重要起來。

## 文化

### 文学
- 雨果《东方诗集》